# 玉島発電所
玉島発電所（たましまはつでんしょ）は、岡山県倉敷市玉島乙島字新湊8253-2にある中国電力の石油・天然ガス火力発電所。

## 概要
玉島の森（運動公園）に隣接し、中国地方東部の大容量電源としての火力発電所である。1971年3月に1号機が運転を開始、3号機までが建設された。
2014年4月7日には、燃料コストの削減などを図るために実施していた1号機の天然ガス対応化改造工事が完了、同設備の運転を開始した。天然ガス燃焼時は、冷却用海水の取放水温度差が石油燃焼時と同等となるよう、最大出力は34万kWに制限される。燃料の天然ガスは水島エルエヌジーが所有する水島LNG基地より受け入れている。
3号機の煙突の高さは230mあり、煙突としては西日本で最も高い。

## 発電設備
- 総出力：120万kW[3]
- 敷地面積：440,990m2（うち、緑地面積約1/4）

1号機
定格出力：35万kW（天然ガス燃焼時34万kW）
使用燃料：天然ガス、重油、原油
営業運転開始：1971年（昭和46年）3月
天然ガス運転開始：2014年（平成26年）4月7日
2号機
定格出力：35万kW
使用燃料：重油、原油
営業運転開始：1972年（昭和47年）4月
3号機
定格出力：50万kW
使用燃料：重油、原油
営業運転開始：1974年（昭和49年）6月